# Yushui
Der Stadtbezirk Yushui (chinesisch 渝水区, Pinyin Yúshuǐ Qū) ist ein Stadtbezirk der bezirksfreien Stadt Xinyu in der chinesischen Provinz Jiangxi. Er hat eine Fläche von 1.786 km² und zählt 839.488 Einwohner (Stand: Zensus 2010). Er ist Zentrum und Sitz der Stadtregierung von Xinyu.

## Administrative Gliederung
Auf Gemeindeebene setzt sich der Stadtbezirk Yushui aus drei Straßenvierteln, zehn Großgemeinden und sechs Gemeinden zusammen. 